# Gyaincain Norbu
Gyaincain Norbu (Kham (tengenwoordig Batang, Sichuan) juni 1932) is een Tibetaans-Chinees politicus. Hij was voorzitter van de regering van de Tibetaanse Autonome Regio van 1990 tot 1998.

## Loopbaan en studie
In 1939 ging hij nbaar de lagere school in Kham en in 1945 naar de middelbare school.
In 1956 trad hij toe tot de Communistische Partij van China. Dit deel van Tibet behoorde toen al tot de Volksrepubliek China; U-Tsang (Centraal-Tibet) had de invasie van Tibet (1950-51) inmiddels plaatsgevonden; de veertiende dalai lama vluchtte drie jaar later, in 1959.
Hij maakte politieke carrière en studeerde politieke wetenschappen van 1983 tot 1985 aan de universiteit. Van 1985 tot 1990 werd hij benoemd tot plaatsvervangend secretaris van het Partij Comité van de Tibetaanse Autonome Regio. Van 1990 tot 1998 was hij voorzitter van de regering van de Tibetaanse Autonome Regio.
In 1995 nam hij als vicevoorzitter deel aan de ceremonie voor de keuze van de reïncarnatie van de tiende pänchen lama. De keuze voor Gyancain Norbu leidde tot de Pänchen lama-controverse met de veertiende dalai lama, die Gendün Chökyi Nyima had erkend als de elfde dalai lama.
Van 1998 tot en met 2003 was hij vicevoorzitter van het negende Nationaal Volkscongres van het Comité Nationaliteiten.